# Diecezja Davenport
Diecezja Davenport, łac. Dioecesis Davenportensis, ang. Diocese of Davenport – rzymskokatolicka diecezja ze stolicą w Davenport, w stanie Iowa, region Midwest, Stany Zjednoczone.
Terytorialnie obejmuje hrabstwa Appanoose, Cedar, Clinton, Davis, Des Moines, Henry, Iowa, Jasper, Jefferson, Johnson, Keokuk, Lee, Louisa, Mahaska, Marion, Monroe, Muscatine, Poweshiek, Scott, Van Buren, Wapello i Washington.

## Historia
Diecezji została kanonicznie ustanowiona przez papieża Leon XIII 14 czerwca 1881, wyodrębniona z terytorium z Diecezji Dubuque w stanie Iowa. Były polski prezydent Lech Wałęsa otrzymał Pacem in Terris Award w 2001 roku.

## Ordynariusze
1. biskup John McMullen (1881–1883)
2. biskup Henry Cosgrove (1884–1906)
3. biskup James J. Davis (1906–1926)
4. biskup Henry P. Rohlman (1927–1944)
5. biskup Ralph L. Hayes (1944–1966)
6. biskup Gerald F. O’Keefe (1967–1993)
7. biskup William Franklin (1994–2006)
8. biskup Martin Amos (2006–2017)
9. biskup Thomas Zinkula (2017–2023)
10. biskup Dennis Walsh (od 2024)

## Szkoły

### Uczelnie
Saint Ambrose University

### Szkoły średnie
- Assumption High School w Davenport
- Holy Trinity High School w Fort Madison
- Notre Dame High School w Burlington
- Prince of Peace Preparatory w Clinton
- Regina High School w Iowa City